# Кобелль, Франц (художник)
Франц Кобелль (нем. Franz Kobell; 23 ноября 1749, Мангейм — 14 января 1822, Мюнхен) — германский живописец и рисовальщик, брат Фердинанда Кобелля.
Учился в Академии художеств Мангейма. Баварский курфюрст Максимилиан III выделил ему средства, благодаря которым он смог провести несколько лет (1776—1785) в Италии, где он учился в Риме и свёл знакомство с некоторыми деятелями искусства, в том числе с Гёте, заказавшим ему несколько эскизов. По его возвращении оттуда в Мюнхен курфюрст сделал его своим придворным живописцем.
Он написал лишь несколько картин маслом, но, обладая способностью работать пером и акварельной кистью с быстротой и лёгкостью, он создал свыше 20 000 рисунков ландшафтно-архитектурной тематики, долгое время встречавшихся как в общественных, так и в частных собраниях. Некоторые из этих рисунков оценивались как манерные и жёсткие, но вообще в приёме их исполнения, как считалось, видно большое мастерство.